# D-spec
D-spec（ディースペック）はJTが発売する、低臭気たばこのカテゴリ名。あるいは、たばこの低臭気化技術の名称。複数の銘柄でD-specに分類されたたばこが存在する。
2015年3月より、機能はそのままに名称を Less Smoke Smell (LSS) に改めている。変更の理由は、日本国外市場で使用している愛称（コミュニケーションネーム）との統一のため。

## 概要
近年、たばこの臭いがクローズアップされ、低臭気たばこのニーズが高まっており、それに応える形でJTは低臭気たばこを発売していた。しかし、そのような低臭気を謳ったたばこはマイルドセブンやルーシアなど複数の銘柄にまたがっており、「低臭気たばこ」として統一したカテゴリを持っていなかった。そのためJTは、低臭気たばこを分類するカテゴリを定めることになった。2004年2月10日に、全国から公募された名称の中から「D-spec」が選ばれ、第1号としてルーシアがD-specに定められた。。
D-specの「D」は「Delicious（おいしい）」「Decent（上品な）」「Decreased（（臭いを）軽減した）」などの複数の意味を持っており、そのような仕様 (spec) のたばこが分類される、とされている。また、JTは、D-specに分類されるたばこに用いられている低臭気化技術のことを「D-spec技術」と呼んでいる。D-spec技術の一例を挙げると、ピアニッシモ・ルーシアでは、巻紙を二重にして、その間にフレーバーカプセルを封入するという形がとられている。
D-specカテゴリ製品の共通の特徴は「低臭気」であるが、同時に「煙が少ない」という特徴を持つ製品が多く、D-Spec製品にはその旨を示す表記がされている。
同様の技術としては、新しいフィリップモリスに採用されているプロネックス（PRO-NEX）がある。

## LSSを採用している製品一覧
現行製品・販売終了製品の情報は、いずれも2016年8月現在のものである。

### 現行販売製品
- メビウス・モード・6
- メビウス・モード・6・100's
- メビウス・モード・3・100's
- メビウス・モード・ワン・100's
- メビウス・モード・スタイルプラス・6
- メビウス・モード・スタイルプラス・ワン
- ウィンストン・XS・キャスター・5
- ウィンストン・XS・キャスター・5・ボックス
- ウィンストン・XS・キャスター・3
- ウィンストン・XS・キャスター・3・ボックス
- ウィンストン・XS・キャスター・ワン・100's・ボックス
- ピアニッシモ・アリア・メンソール
- ピアニッシモ・アロマティック・ルーシア・メンソール
- ピアニッシモ・アロマティック・ペティル・メンソール
- ピアニッシモ・アロマティック・フラン・メンソール
- ピアニッシモ・プレシア・ディアス・メンソール
- ピアニッシモ・プレシア・メンソール
- ピアニッシモ・プレシア・ティモア・6
- ピアニッシモ・プレシア・ティモア・ワン
- ピアニッシモ・アイシーン・グラシア・メンソール
- ピアニッシモ・アイシーン・クリスタ・メンソール
- ピアニッシモ・アイシーン・スパイク・メンソール
- ピース・インフィニティ
- ベヴェル・ライト

### 販売終了製品
- マイルドセブン・プライム・ボックス
- マイルドセブン・プライム・ライト・ボックス
- マイルドセブン・プライム・スーパーライト・ボックス
- マイルドセブン・プライム・メンソール・ライト・ボックス
- マイルドセブン・プライム・スリム・スリー
- セブンスター・レボ・スーパーライト・ボックス
- セブンスター・レボ・ライト・メンソール・ボックス
- セブンスター・レボ・ウルトラライト・メンソール・ボックス
- キャスター
- キャスター・ワン
- キャスター・ワン・ボックス
- キャスター・メンソール・ボックス
- フロンティア・ネオ・ボックス
- セーラム・アイスブルー
- ピアニッシモ・ライト
- ピアニッシモ・ウルトラライト
- ピアニッシモ・ヴィヴ・メンソール
- ルーシア・シトラスフレッシュ・メンソール・ワン
- ディースペック・エイチ・サイドスライド・ボックス
- ディースペック・アール・サイドスライド・ボックス
- ディースペック・シー・サイドスライド・ボックス
- ベヴェル・フィーナ・シャインベリー
- ベヴェル・フレアー・メンソール
- プレミア・ワン・ボックス
- キャメル・ナッティー・ライト・ボックス
- キャメル・メンソール・ボックス
- さくら